# Соколовский, Алексей Севастьянович
Алексей Севастьянович Соколо́вский (2 ноября 1874 — ?) — полковник Российской императорской армии. Участник Китайского похода 1900—1901 годов, Русско-японской войны и Первой мировой войны. Кавалер ордена Святого Георгия 4-й степени (1905) и Георгиевского оружия (1916).

## Биография
Алексей Соколовский родился 2 ноября 1874 года, из потомственных дворян Тифлисской губернии. По вероисповеданию был православным. Окончил Тифлисское реальное училище. 8 сентября 1896 года вступил на службу в Российскую императорскую армию. Затем окончил Константиновское военное училище, из которого был выпущен в Восточно-Сибирский стрелковый артиллерийский дивизион. 13 августа 1897 года получил старшинство в чине подпоручика.
Принимал участие в Китайском походе. 15 июля 1900 года «за боевые отличия» был произведён в поручики, 15 июля 1904 года получил старшинство в чине штабс-капитана. Принимал участие в русско-японской войне. Занимал должность командира 4-го взвода 1-й батареи 3-й Восточно-Сибирской стрелковой артиллерийской бригады. Был отмечен в приказе по Восточному отряду от 9 апреля 1904 года:

За отличную стрельбу по японским шлюпкам, чем спас нашу охотничью команду— 
Во время войны получил контузию. 15 июля 1908 года получил старшинство в чине капитана. По состоянию на 1 января 1909 года служил в том же чине и той же артиллерийской бригаде. 26 ноября 1911 года «за отличие» получил старшинство с присвоением чина подполковника. С 15 сентября 1912 года был назначен командиром 1-й батареи 2-й Сибирской стрелковой артиллерийской бригады. По состоянию на 15 мая 1913 года служил в том же чине и должности.
Принимал участие в Первой мировой войне. Был командиром 1-й батареи 2-й Сибирской стрелковой артиллерийской бригады. По состоянию на 31 декабря 1916 года служил в той же должности. 24 июня 1916 года «за отличия в делах» был произведён в полковники, со старшинством с 24 июня 1916 года. Занимал должность штаб-офицера русской артиллерийской миссии при Румынской армии. По состоянию на 3 октября 1917 года служил в том же чине и должности.

## Награды
Алексей Севастьянович Соколовский был пожалован следующими наградами:
- Орден Святого Георгия 4-й степени (13 февраля 1905) — «за бои 13, 17 и 18.08.1904, в которых вступил в командование батареей и продолжал вести огонь даже после потери двух третей орудийной прислуги»;
- Георгиевское оружие (26 сентября 1916);
- Орден Святого Владимира 3-й степени с мечами (3 октября 1917);
- Орден Святого Владимира 4-й степени с мечами и бантом (14 июня 1916);
- Орден Святой Анны 2-й степени с мечами (17 октября 1916);
- Орден Святой Анны 3-й степени с мечами и бантом (1905);
- Орден Святой Анны 4-й степени (1901)
- Орден Святого Станислава 2-й степени с мечами (1906);
- Орден Святого Станислава 3-й степени с мечами и бантом (1905).